# Arboretum national des États-Unis
L'Arboretum national des États-Unis est un arboretum situé à Washington et exploité par le département de l’Agriculture des États-Unis du Service de recherche agricole en tant que division du Centre de recherche agricole Henry A. Wallace Beltsville (en). Sa création date de 1927 par une loi du Congrès après une campagne menée par le botaniste Frederick Vernon Coville. L'Arboretum national est inscrit au Registre national des lieux historiques.

## Description
Sa superficie est de 180,49 hectares (446 acres) et se trouve situé à 3,5 km (2,2 miles) au nord-est du Capitole. 14,4 km (9 miles) de routes serpentent à travers cet espace vert pour relier les nombreux jardins et collections sur le campus.
L'arboretum abrite un centre de recherche en botanique : arbres, arbustes, herbe et plantes florales font l'objet de ces recherches. Il dispose d'une bibliothèque de 10 000 volumes et d'environ 90 publications concernant la botanique.
La collection de l'arboretum comprend un pin blanc du Japon (Pinus parviflora Miyajima), bonsaï offert en 1975 par Masaru Yamaki pour marquer le bicentenaire des États-Unis.
L'Arboretum dispose également d'un petit groupe d'œuvres d'art public, dont le Split Ritual, œuvre en fonte ductile réalisée par la sculptrice américaine Beverly Pepper (en). On y retrouve aussi les colonnes du Capitole.

## Galerie

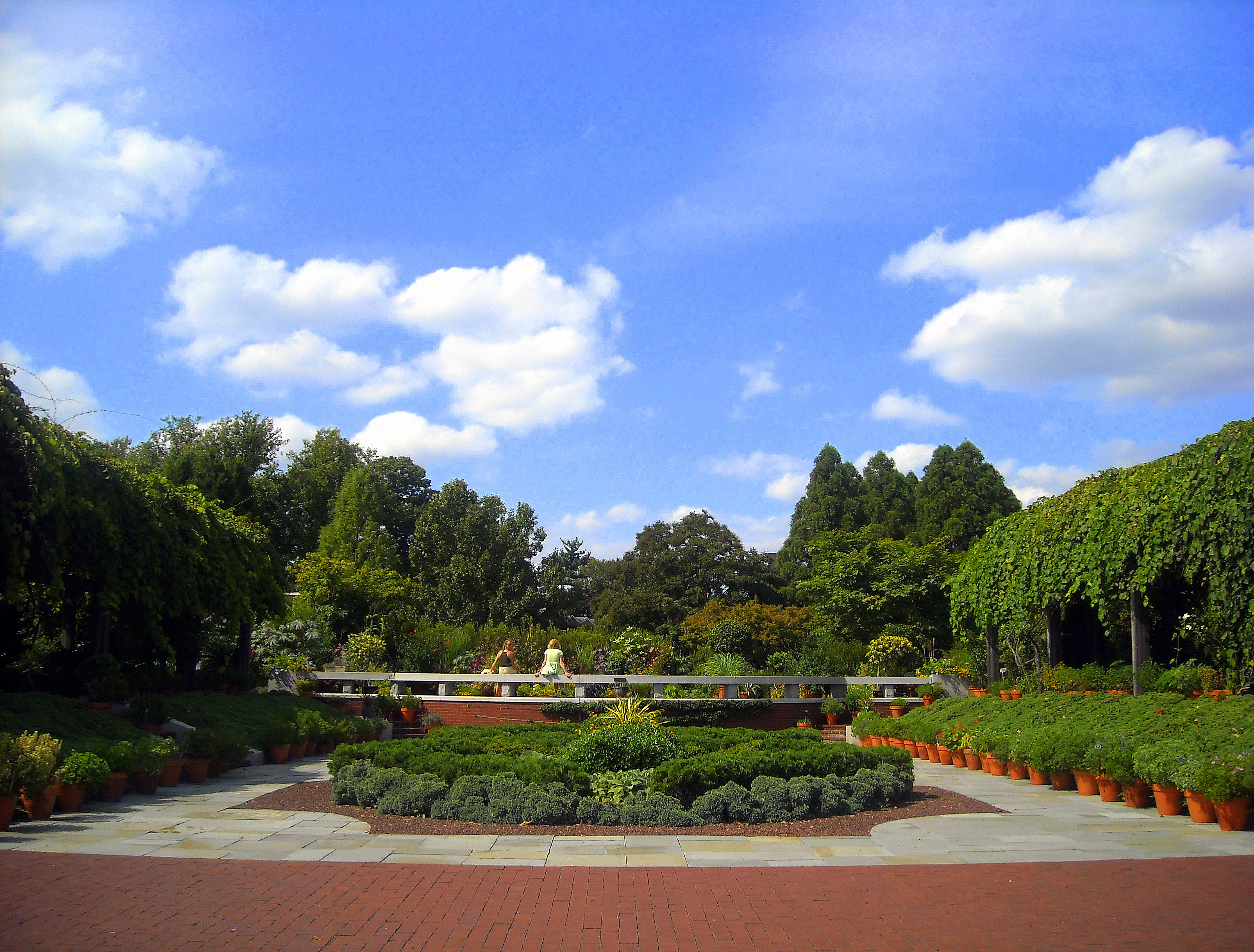
National Herb Garden, Arboretum national
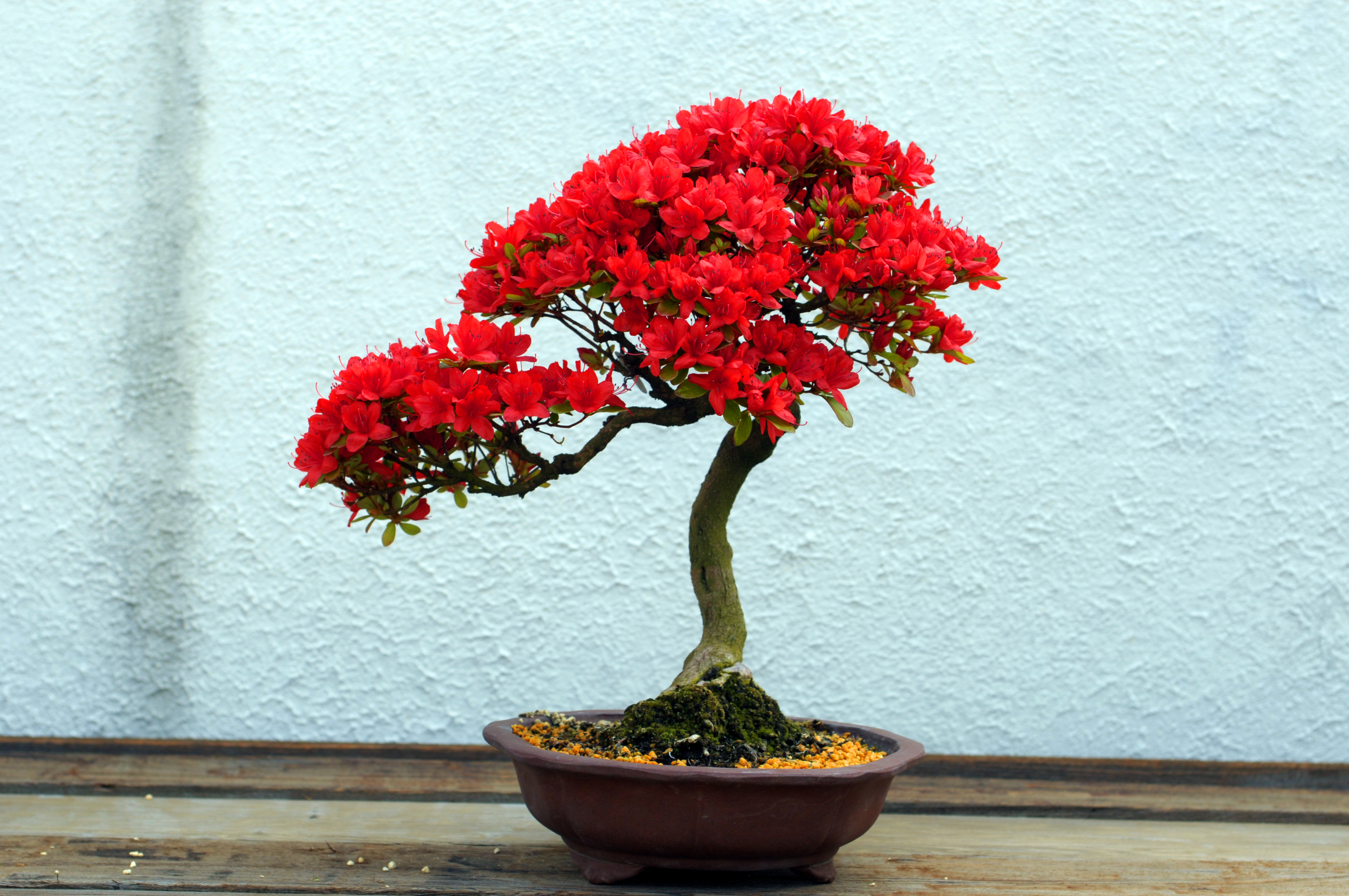
Kurume Azalea bonsai in bloom (in training since 1982), US National Arboretum
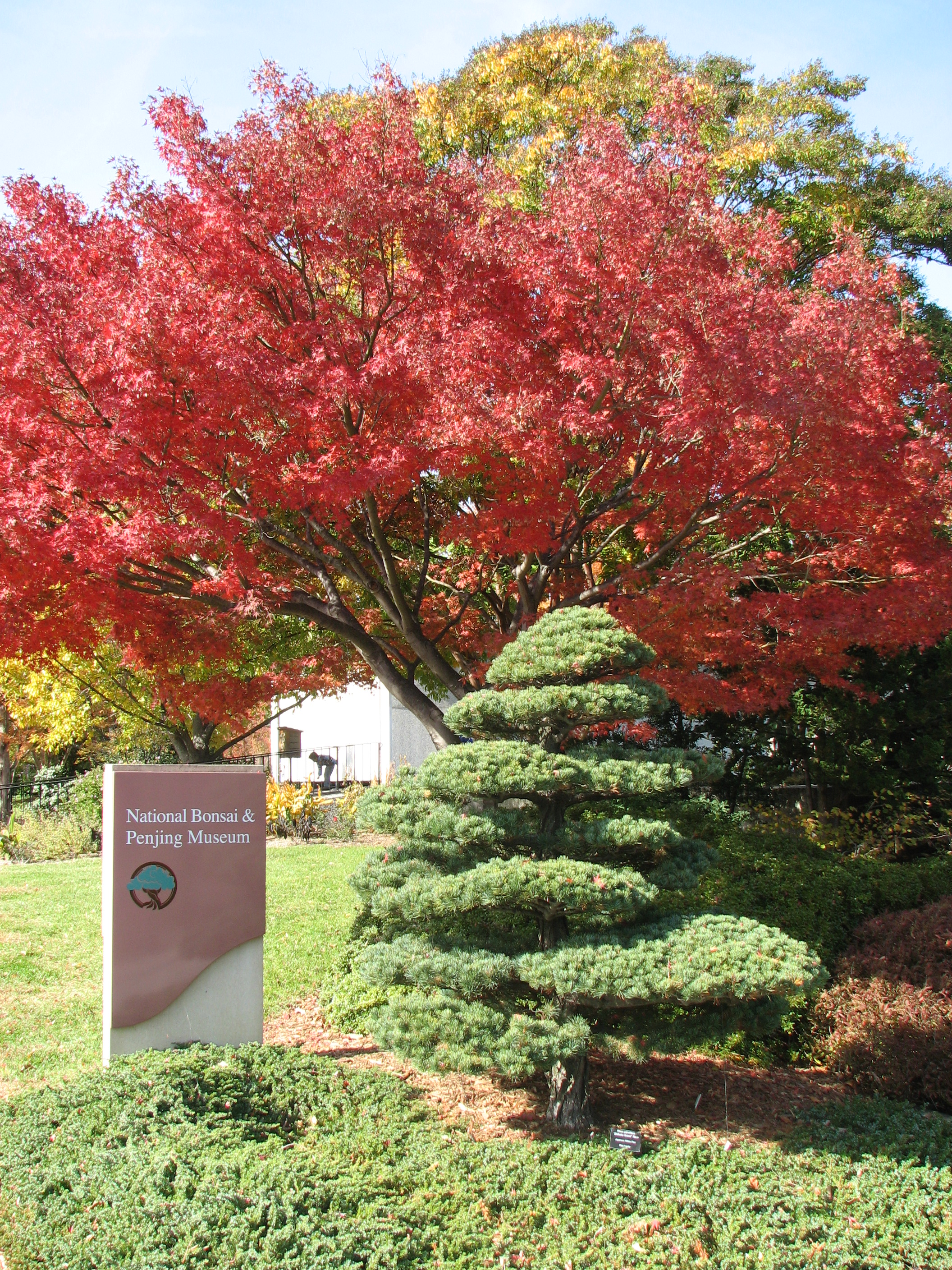
Bonsaï Kurume Azalea en fleurs, National Bonsai Foundation
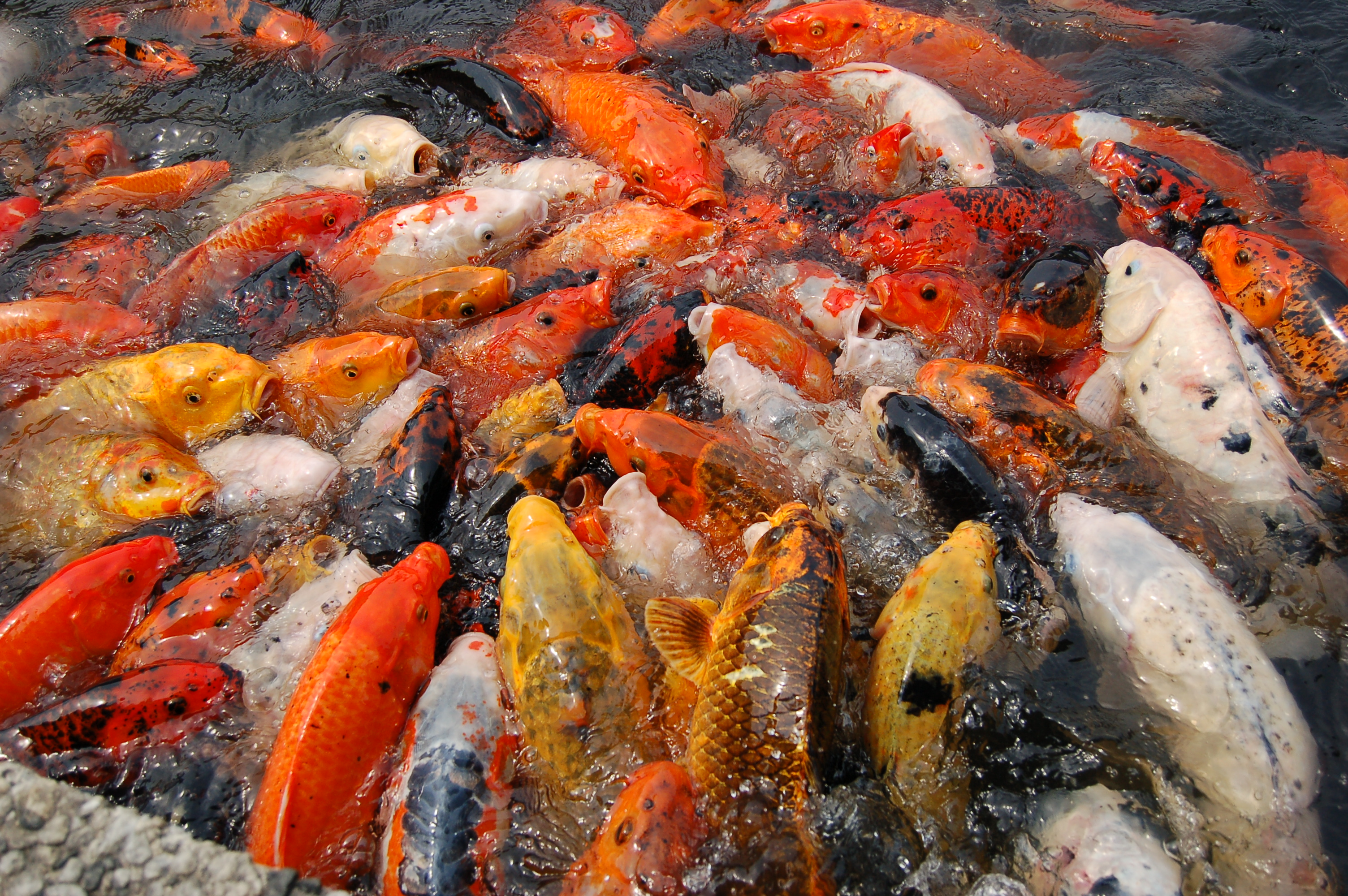
Koï, Arboretum national
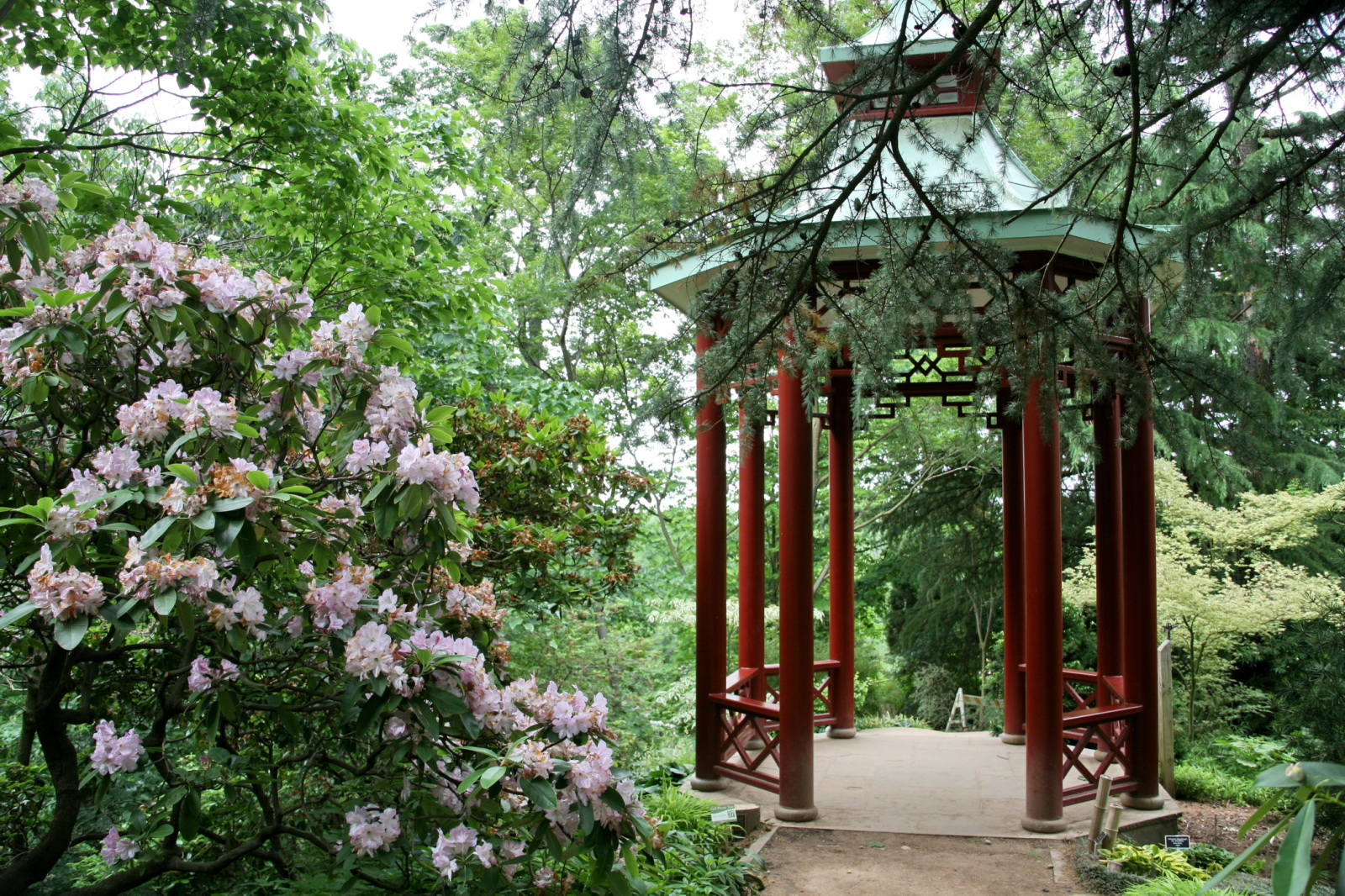
La pagode rouge, construite dans la vallée chinoise.
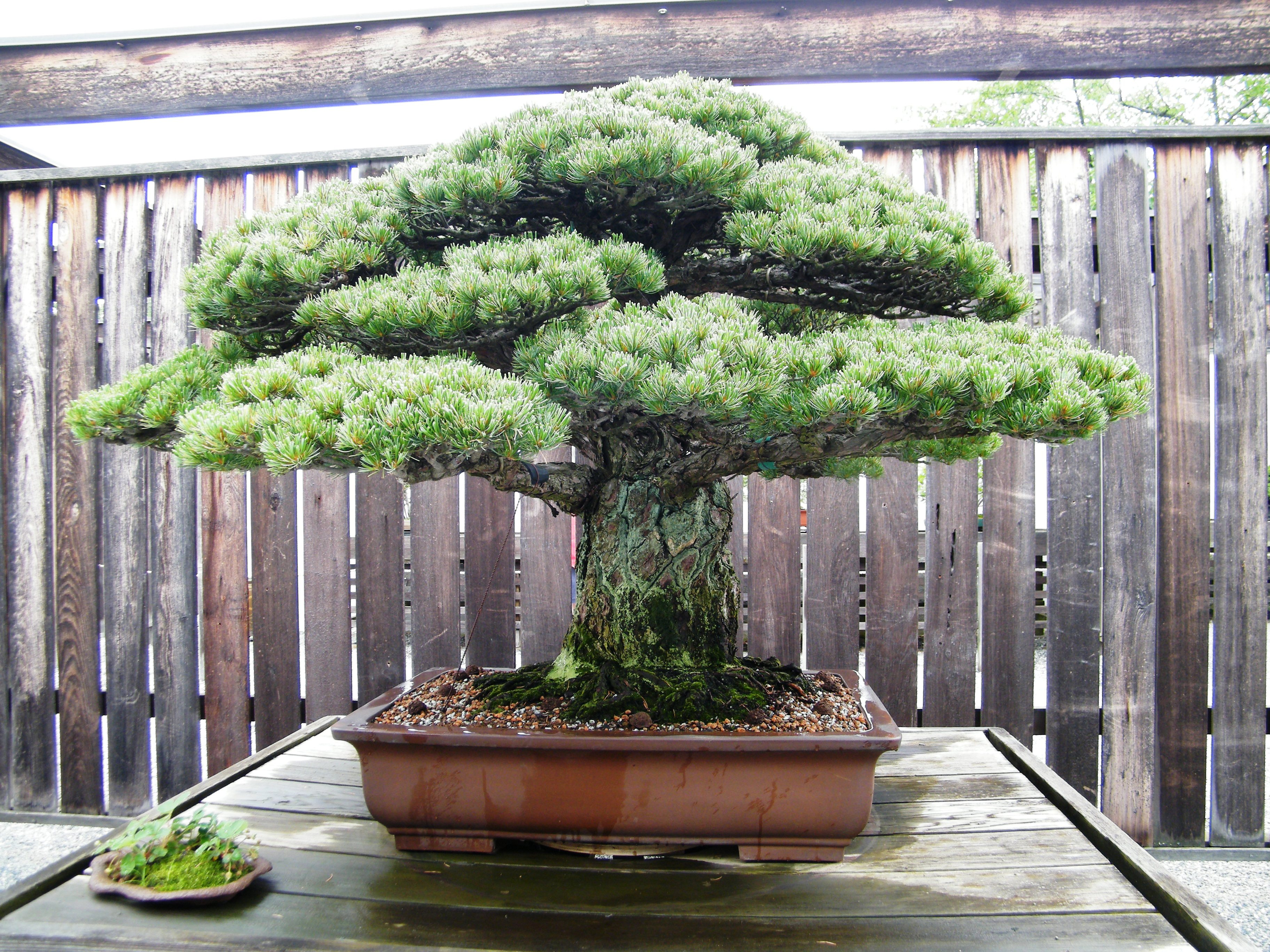
Survivant d'Hiroshima (ja), un bonsaï japonais de pin blanc.